# Hideki Naganuma
Hideki Naganuma (japonès: 長沼英樹)  (Hokkaidō, 16 de maig de 1972) és un compositor i DJ japonès que treballa en obres principalment dirigides a videojocs. Naganuma és majorment conegut per la composició de la música per al joc Jet Set Radio i la seva seqüela Jet Set Radio Future.
Del so de Naganuma sovint es descriu com una barreja enèrgica i plena de ritme de hip hop, electrònica, dance, funk, jazz i rock. La seva música destaca per haver-se produït per tal de coincidir amb l'estil visual dels jocs en què ha treballat. De la seva feina destaca l'experimentació amb mostres de veus, tallant i reordenant mitjançant tècniques de sampleig fins al punt que no s'identifiqui l'origen de la mostra. Des del llançament de Jet Set Radio, el so de Naganuma ha incorporat molts elements característics dels gèneres breakbeat, gabber, i EDM.